# Gólkirályság
A Gólkirályság 2023-ban indult magyar vígjátéksorozat, amit Kapitány Iván alkotott. A főbb szerepekben  Lovas Rozi, Hevér Gábor, Sarkadi Kiss János, Schmied Zoltán, Mészáros András, Sztarenki Dóra, Mohácsi Norbert, Márfi Márk látható.
A sorozat első epizódját 2023. január 7-én vetítette az RTL. A jeleneteket nagyrészt Gyömrőn forgatták.
2025 áprilisában bejelentették, hogy három évad után véget ér a sorozat.

## Ismertető
A csemberi lakosokat csupán két dolog foglalkoztatja: az első, hogy végre várossá nyilvánítsák a községüket, a második, hogy a focicsapatuk feljusson az NB I-be. Egy hirtelen jött lehetőséggel mindkét cél megvalósulni látszik, csakhogy ez a lehetőség kártyavárként omlik össze, amikor a csapat élére kiszemelt sztáredző helyett egy fatális véletlen következtében egy női testnevelő tanár érkezik. Szabó Antónia azonban mindenkit meglep...

## Szereplők

### Főszereplők
| Szerep                 | Színész            | Leírás                                                              | Évad |
| ---------------------- | ------------------ | ------------------------------------------------------------------- | ---- |
| Szabó Antónia, "Tóni"  | Lovas Rozi         | A Csember FC új fociedzője, aki eredetileg testnevelő tanár.        | 1-   |
| Major Géza             | Hevér Gábor        | Csember polgármestere, Rita férje, Vica szeretője.                  | 1-   |
| Nyitrai Csaba “Csabi”  | Sarkadi Kiss János | Klubvezető, egykori sztárfocista, aki a csapat ügyeit intézi.       | 1-   |
| Krammer László “Laci”  | Schmied Zoltán     | Vállalkozó, a Csember FC főszponzora.                               | 1-   |
| Olajos Éva “Vica”      | Sztarenki Dóra     | Csabi titkárnője és Géza szeretője.                                 | 1-   |
| Lovász Norbert “Norbi” | Mészáros András    | Segédedző, aki eleinte irigy Tónira, de végül a pártfogásába veszi. | 1-   |
| Oletics Ferenc         | Mohácsi Norbert    | A Csember FC csapatkapitánya, nagymúltú sztárjátékos.               | 1-   |
| Windberger Krisztián   | Márfi Márk         | Tehetséges, ám nagyképű csatár.                                     | 1-   |
| Dr. Major Rita         | Szinetár Dóra      | A Csember FC ügyvédje, Géza felesége, Vince húga.                   | 1-   |
| Szilágyi Dóra “Dorka”  | Mikecz Estilla     | Rita barátnője, youtuber, aki online népszerűsíti a csapatot.       | 1-   |

### Mellékszereplők
| Szerep              | Színész             | Leírás | Évad |
| ------------------- | ------------------- | --- | ---- |
| Szabó Antal "Tóni"  | Rudolf Péter        | Híres fociedző, aki eltűnt a nyilvánosság elől.                                                                | 1-   |
| Darius Stoyan       | Kisari Zalán        | A csapat bolgár származású játékosa.                                                                           | 1-   |
| Buri Lajos          | Dolmány Attila      | A csapat egykori edzője, aki súlyos balesetet szenvedett.                                                      | 1-   |
| Ica néni            | Udvarias Anna       | Szertáros a klubban, aki támogatja Tónit.                                                                      | 1-   |
| Kálmán              | Barabás Kiss Zoltán | A Csember FC gyúrója.                                                                                          | 1-   |
| Stollár Vince       | Rajkai Zoltán       | Államtitkár, Rita bátyja, Géza sógora.                                                                         | 1-   |
| Szatmári Gábor      | Király Dániel       | Tóni volt párja, munkanélküli naplopó.                                                                         | 1-   |
| Rózsika             | Bozó Andrea         | Géza titkárnője.                                                                                               | 1-   |
| Csilla              | Pásztor Virág       | Laci huszonéves párja.                                                                                         | 1-   |
| Győző               | Ficzere Béla        | A helyi kocsma tulajdonosa és csaposa.                                                                         | 1-   |
| Béla                | Dózsa Zoltán        | A csapat orvosa.                                                                                               | 1-   |
| Beller              | Bölkény Balázs      | A Csember FC játékosai, akik kezdetben nem szívelik újdonsült edzőjüket, de szép lassan megtanulják elfogadni. | 1-   |
| Tóth III            | Brasch Bence        | A Csember FC játékosai, akik kezdetben nem szívelik újdonsült edzőjüket, de szép lassan megtanulják elfogadni. | 1-   |
| Rotics Mihály       | Mészáros Martin     | A Csember FC játékosai, akik kezdetben nem szívelik újdonsült edzőjüket, de szép lassan megtanulják elfogadni. | 1-   |
| Bogdán András       | Gombos Krisztián    | A Csember FC játékosai, akik kezdetben nem szívelik újdonsült edzőjüket, de szép lassan megtanulják elfogadni. | 1-   |
| Pásztor             | Nagy Péter János    | A Csember FC játékosai, akik kezdetben nem szívelik újdonsült edzőjüket, de szép lassan megtanulják elfogadni. | 1-   |
| Gyimesi Ádám        | Pesák Ádám          | A Csember FC játékosai, akik kezdetben nem szívelik újdonsült edzőjüket, de szép lassan megtanulják elfogadni. | 1-   |
| Lakatos János       | Rohonyi Barnabás    | A Csember FC játékosai, akik kezdetben nem szívelik újdonsült edzőjüket, de szép lassan megtanulják elfogadni. | 1-   |
| Orsós Béla          | Samudovszky Adrian  | A Csember FC játékosai, akik kezdetben nem szívelik újdonsült edzőjüket, de szép lassan megtanulják elfogadni. | 1-   |
| Kollár              | Bordás Roland       | A Csember FC játékosai, akik kezdetben nem szívelik újdonsült edzőjüket, de szép lassan megtanulják elfogadni. | 2-   |
| Luka Panic          | Adányi Alex         | A Csember FC játékosai, akik kezdetben nem szívelik újdonsült edzőjüket, de szép lassan megtanulják elfogadni. | 2-   |
| Gundel Takács Gábor | Gundel Takács Gábor | A Focivarázs című sportműsor kommentátorai.                                                                    | 1-   |
| Hrutka János        |                     | A Focivarázs című sportműsor kommentátorai.                                                                    | 1-   |
| Jóska               | Növényi Norbert     | A Csember FC szurkolócsapatának oszlopos tagjai, a kocsma törzsvendégei.                                       | 1-   |
| Géza                | Vadász Gábor        | A Csember FC szurkolócsapatának oszlopos tagjai, a kocsma törzsvendégei.                                       | 1-   |
| Major Krisztina     | Trill Beatrix       | Géza és Rita lánya                                                                                             | 1-   |

1. ↑  A karakternek az első évadban nincs szöveges szerepe.

### További szereplők
- Ambróczi Manó Álmos – BVSC játékos
- Ásványi Imre – lakó
- Árvai Márk – BVSC játékos
- Bálizs Anett – titkárnő
- Barcsai Bálint – bíró
- Bíró Botond – BVSC játékos
- Bohoczki Sára – Csabi felesége
- Bojnár Attila – szurkoló
- Boncz Ádám – Garai Kálmán
- Bor László – újságíró
- Bruckner András – csemberi labdarúgó
- Bunda Ágota – szobalány
- Busai Tamás – csemberi labdarúgó
- Busi Lívia – pincérnő
- Csapó Judit – unokahúg
- Id. Czakó Tibor – játékvezető
- Ifj. Czakó Tibor – játékvezető
- Cserna Lulu – női utas
- Csete Csongor – játékvezető
- Csík Csaba Csongor – újságíró
- Csórics Balázs – menedzser
- Debreczeny Csaba – Sapovics Károly
- Dombovári Tamás – fotós
- Dunai Antal – önmaga
- Dunai Csenge – pincérnő
- Endrédy Gábor – fitnesz üzletvezető
- Endrődy Krisztián – Kelen SC klubvezető
- Engambe Attila – pornós Silva
- Esterházy Márton – önmaga
- Farkas Laura – pornós lány
- Fecske Dávid – fotós a stadionban
- Fehér Dániel – újságíró
- Fehérvári Péter – újságíró
- Gaál Dániel – Kelen SC játékos
- Gados Béla – úszómester
- Gelányi Bence – fotós az utcán
- Gere Dénes – MLSZ vezető
- Gereben György – verőember
- Görgényi Fruzsina – fitnesz recepciós
- Gregus Richárd – Kardos
- Grisnik Petra – szponzor munkatársa
- Gombó Viola Lotti – fiatal nő
- Gula Péter – bundázó
- Haagen Imre – pornó producer
- Hajós Szilárd – kakas
- Horváth Ákos – Kenyeres Béla
- Horváth Balázs – játékvezető
- Horváth Dániel – kakas
- István Bence – BVSC játékos
- Jámbor József – Dobos Mihály
- Janka Bence – Terminál SC edző
- Jegercsik Csaba – TEK-es
- Jerger Balázs – újságíró
- Juhász Jázmin – titkárnő
- Káli Gergely – NAV rendőr
- Kató Balázs – pincér
- Kazári András – kakas
- Kósa Béla – Vince sofőrje
- Kiss Bence – csemberi labdarúgó
- Kiss Gyula – Koczka
- Kiss János – Czigány
- Kókai Márk – Holkay
- Kokas Piroska – nővér
- Kolada Áron – Markovics
- Kosynus Tamás – pincér a presszóban
- Kovács András – játékvezető
- Kovács Olga – NAV ellenőr
- Kovács Vanda – újságíró
- Kozma István – önmaga
- Kurely László – Kelen SC játékos
- Lénárt László – MLSZ-ellenőr
- Lévai Norman – kakas
- Lisztes Krisztián – önmaga
- Litauszky Lilla – titkárnő
- Madár Tamás – dorogi szurkoló
- Magyar Bálint – Alex
- Majorfalvi Bálint – mezőnemesdi edző
- Matus Gábor – szobafestő
- Mesterházy Gyula – Folkay Sándor
- Mészáros Tamás – szobafestő
- Mészöly Géza – önmaga
- Mihály Gábor – éttermi vendég
- Mile Balázs – Nyakas
- Miklós Deák Hunor – szurkoló az étteremben
- Mikola Gergő – Dorogi FC edzője
- Molnár Gergő – BVSC kapus
- Murányi László – verőember
- Müller Rebeka – szurkoló
- Nagy Antal – önmaga
- Nagy Balázs – újságíró
- Nagy Zsolt – játékvezető
- Nagyabonyi Emese – újságíró
- Nemes Martin – Fügedi
- Németh László – Vsiler
- Ódor Kristóf – recepciós
- Rácz László – dorogi szurkoló
- Radogna Melody – újságíró
- Pálfalvy Attila – bundázó
- Pálfi Kata – Éva
- Palla Szabina – riporter
- Pallag Márton – rendőr
- Pálóczi Bence – fiatal férfi
- Patkós Imre – csemberi labdarúgó
- Pecsenyiczki Balázs – ellenőr
- Petőcz András – tartalékbíró
- Polgár Anna – Stoyan anyukája
- Potocsny Andor – biztonsági őr
- Radvánszki Szabolcs – játékvezető
- Reményi Roland – Dobai
- Rimóczi Dóra – eladó
- Róbert Gábor – hamburgeres
- Rózsa Krisztián – Kelen SC edző
- Sallai Sándor – önmaga
- Sarkadi Kiss Bernát – Csabi gyereke
- Sarkadi Kiss Csanád – Csabi gyereke
- Sárközi József – játékosügynök
- Seregélyesi László – buszsofőr
- Sikó Koppány – kutyás TEK-es
- Simon Ricardo – Horváth
- Smelo István – csemberi labdarúgó
- Sowunmi Attila – Daniel Silva
- Szabó Győző – Stolek Gábor, "Stoki"
- Szabó Sipos Barnabás – miniszterelnök
- Szappanos Viktor – Kelen SC játékos
- Szatmári Attila – Sanyi
- Szervác Attila – zongorista
- Szitnyai Tamás – NAV ellenör
- Szívós László – TEK-es
- Szőke Richárd – kutyás TEK-es
- Szűcs Sándor – Herendi Krisztián
- Telek András – önmaga
- Trecskó Zsófia – Oletics volt felesége
- Tokaji Csaba – igazgatóhelyettes
- Tóth András – szurkoló
- Tóth Dániel – kakas
- Tőrös Balázs – újságíró
- Tűzkő Sándor – igazgató
- Újvári Gábor – Pityu
- Vajtó Hanna – Oletics lánya
- Vass Szilárd – éttermi vendég
- Varsányi Szabolcs – riporter
- Wessely-Simonyi Réka – újságíró
- Zelei Rita Dominika – lány a buliból
- Zsichla Dániel – BVSC játékos
- Zsohár Veronika – pornós lány

## Évadok
| Évad | Évad | Részek száma | Részek száma | Eredeti sugárzás | Eredeti sugárzás  | Eredeti adó |
| Évad | Évad | Részek száma | Részek száma | Évadbemutató     | Évadzáró          | Eredeti adó |
| ---- | ---- | ------------ | ------------ | ---------------- | ----------------- | ----------- |
|      | 1.   | 10           | 10           | 2023. január 7.  | 2023. március 11. |             |
|      | 2.   | 10           | 10           | 2024. április 6. | 2024. június 8.   |             |
|      | 3.   | ?            | ?            | n. a.            | n. a.             |             |